# Dia Internacional de la Dansa

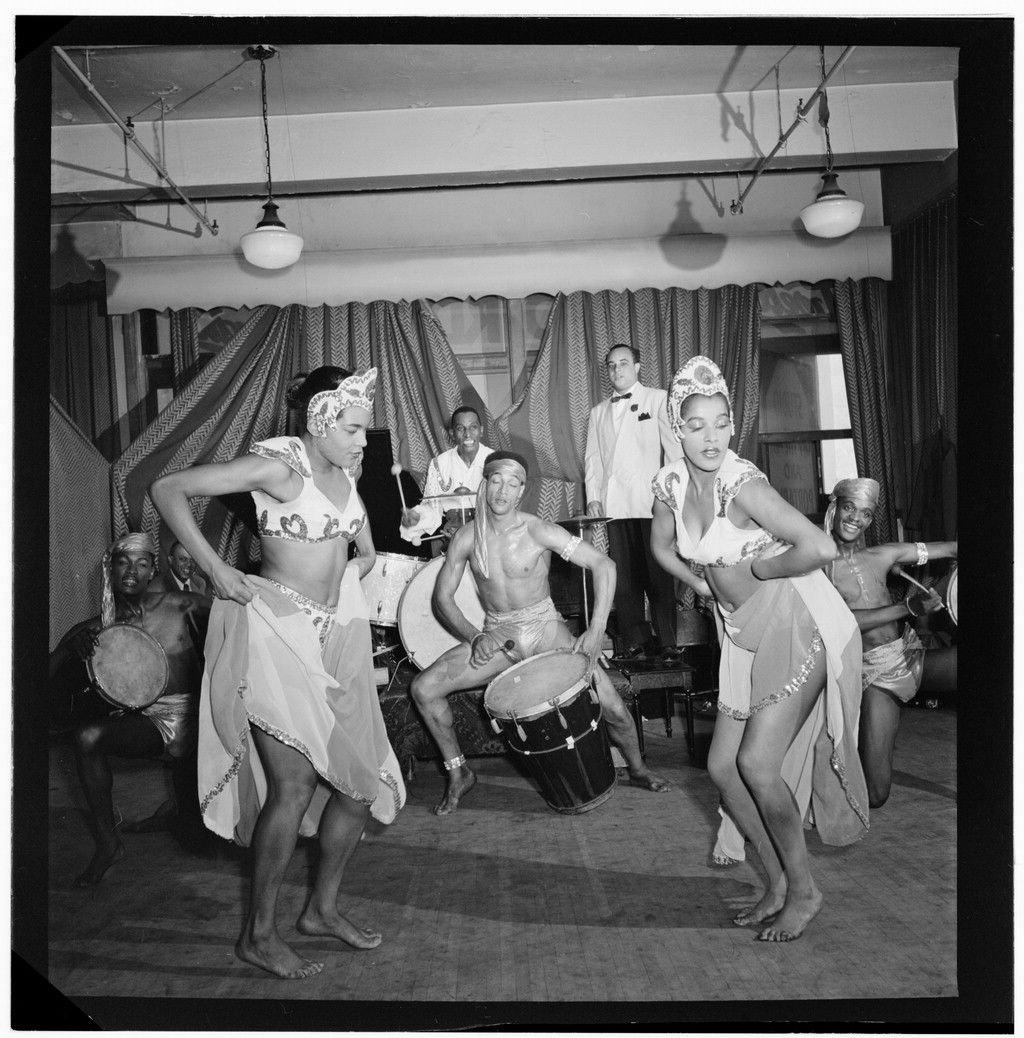
(Portrait of Cozy Cole, New York, N.Y.(?), ca. Sept. 1946) (LOC) (5269515180)

El Dia Internacional de la Dansa (DID) se celebra mundialment cada 29 d'abril. El Comitè Internacional de Dansa de la UNESCO proposà aquesta data per commemorar el naixement de Jean-Georges Noverre (29 d'abril de 1727), considerat el pare del ballet modern. Cada any el DID converteix la Dansa en la gran protagonista, reconeixent i recolzant l'esforç constant de totes aquelles persones que es dediquen a la Dansa. El DID també és una festa on compartir la passió per la Dansa en tota la seva diversitat i una ocasió per a acostar-la a la ciutadania.
Cada any, des del 1989, l'Associació de Professionals de la Dansa de Catalunya (APdC) se suma a aquesta celebració amb un seguit d'actes que volen recollir tota la diversitat de la Dansa, reconèixer l'esforç constant dels seus professionals i acostar aquest art a la ciutadania, a més de difondre les altres activitats que tenen lloc arreu de Catalunya amb motiu d'aquesta celebració.